# グルッとまるごと栄村サイクリング
グルっとまるごと栄村サイクリング（グルっとまるごとさかえむらサイクリング）は、長野県下水内郡栄村を中心に、2006年から毎年開催されているサイクリングイベント。

## 解説
千葉県野田市のサイクルショップ輪工房を運営する田口信博が企画発案し、第1回よりイベントプロデューサーを務めている。
当時、スキー客として栄村のさかえ倶楽部スキー場を度々訪れていた田口信博が、現地で知り合った栄村役場職員から夏季のスキー場を盛り上げるイベントの企画を打診されたのがきっかけで、サイクリングイベントを開催することとなった。
2006年に第1回イベントが開催されて以降、ほぼ毎年開催されているが、イベント名が部分的に変わったりしている。